# Samostan Bagaya
Samostan Bagaja (Bagaya) (burmansko ဘားဂရာ ကျောင်း) je v Invi v regiji Mandalaj v Burmi (Mjanmar). Je budistični samostan, zgrajen na jugozahodu palače Inva. Ta veličastni samostan je znan tudi kot samostan Maha Vaijan Bonta Bagaja. Med vladavino kralja Šinpjušina (1763-1776) je Atvinvun Maha Tiri Zeja Tinkhaja, mestni uradnik Magve, zgradil samostan kot bagajsko meniško ustanovo in ga posvetil Šin Damabinandi . Samostan je ena zelo znanih turističnih znamenitosti v Mjanmarju.

## Etimologija
Bagaja (ဘားဂရာ je burmanski približek v monskem jeziku phea kao kih (monščina: ဘာ ပ္ကဴ ကေဟ်), kajebin čaung, dobesedno 'samostan nešpelj'.

## Zgodovina
Samostan iz tikovega lesa je bil zgrajen leta 1593 približno 18 km iz današnjega Mandalaja. Ko je vladal kralj Badžido (1819-1837), je 15. aprila 1821 izbruhnil velik požar. Veliko pomembnih objektov, vključno s samostanom, je zgorelo. Vlada ga je poskušala leta 1992 obnoviti in je zgradila novo stavbo (gadakuti) iz opeke, kjer je bil stari samostan, za namestitev Budove podobe in spisov pitaka. Zgrajen je bil po zgledu starega samostana. 
V preteklosti so samostan uporabljali kot učni prostor za kraljevo družino, zdaj ga uporabljajo kot prostor za menihe. V njem živijo, se učijo in častijo Budo.

## Arhitektura
Samostan pokriva sedemstopenjska streha, ima dve dvorani Danu in Boga, osem stopnic, zgrajenih iz opeke. Zgrajen je bil iz 267 velikanskih lesenih tikovih stebrov, največji je visok 18,3 metra in ima obseg 2,74 metra. Višina je 18,3, dolžina 36 in širina 31,4 metra.  Zaradi vremena poškodovan, a veličasten samostan, stoji sredi širokih riževih polj, obdan s palmami, bananovci in bodičastim zelenim grmovjem, združenih v izobilju, okoli svoje senčne osnove.  Samostan je okrašen s čudovitimi burmanskimi arhitekturnimi okraski, kot so rezbarije, cvetlične arabeske, ukrivljene figurice in reliefi ptic in živali, pavi in lotosovi cvetovi se pojavljajo po vsej stavbi in na majhnih stebrih, okrašenih na obodu.
Samostan je veličastno umetniško delo iz obdobja Inva.

## Razgledni stolp Nanmjin
Nanmjin je 27 m visok zidan razgledni stolp - zadnji kos stoječe palače, ki jo je zgradil kralj Badžido leta 1822. Leta 1838 je potres poškodoval zgornji del, tako da je stolp nagnjen in ga imenujejo "poševni stolp Inva".
Kljub temu se obiskovalci lahko povzpnejo do vrha in imajo čudovit razgled na okoliško pokrajino.